# Marciac
Marciac – miejscowość i gmina we Francji, w regionie Oksytania, w departamencie Gers.
Według danych na rok 1990 gminę zamieszkiwało 1211 osób, a gęstość zaludnienia wynosiła 59 osób/km² (wśród 3020 gmin regionu Midi-Pireneje Marciac plasuje się na 285. miejscu pod względem liczby ludności, natomiast pod względem powierzchni na miejscu 541.).